# Descenso de ríos

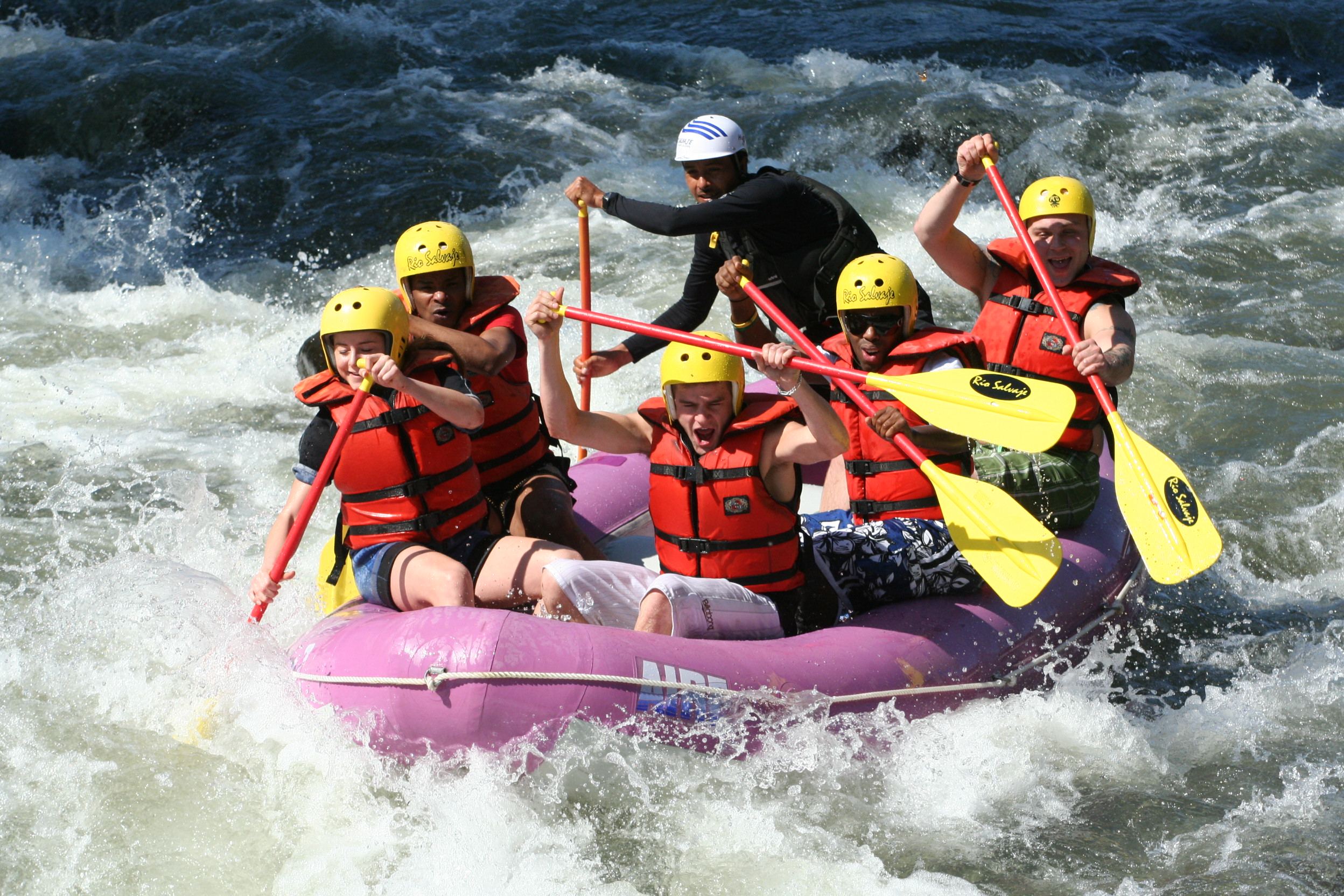
Descenso en Jalcomulco, Veracruz, México, por el equipo de "Río Salvaje".

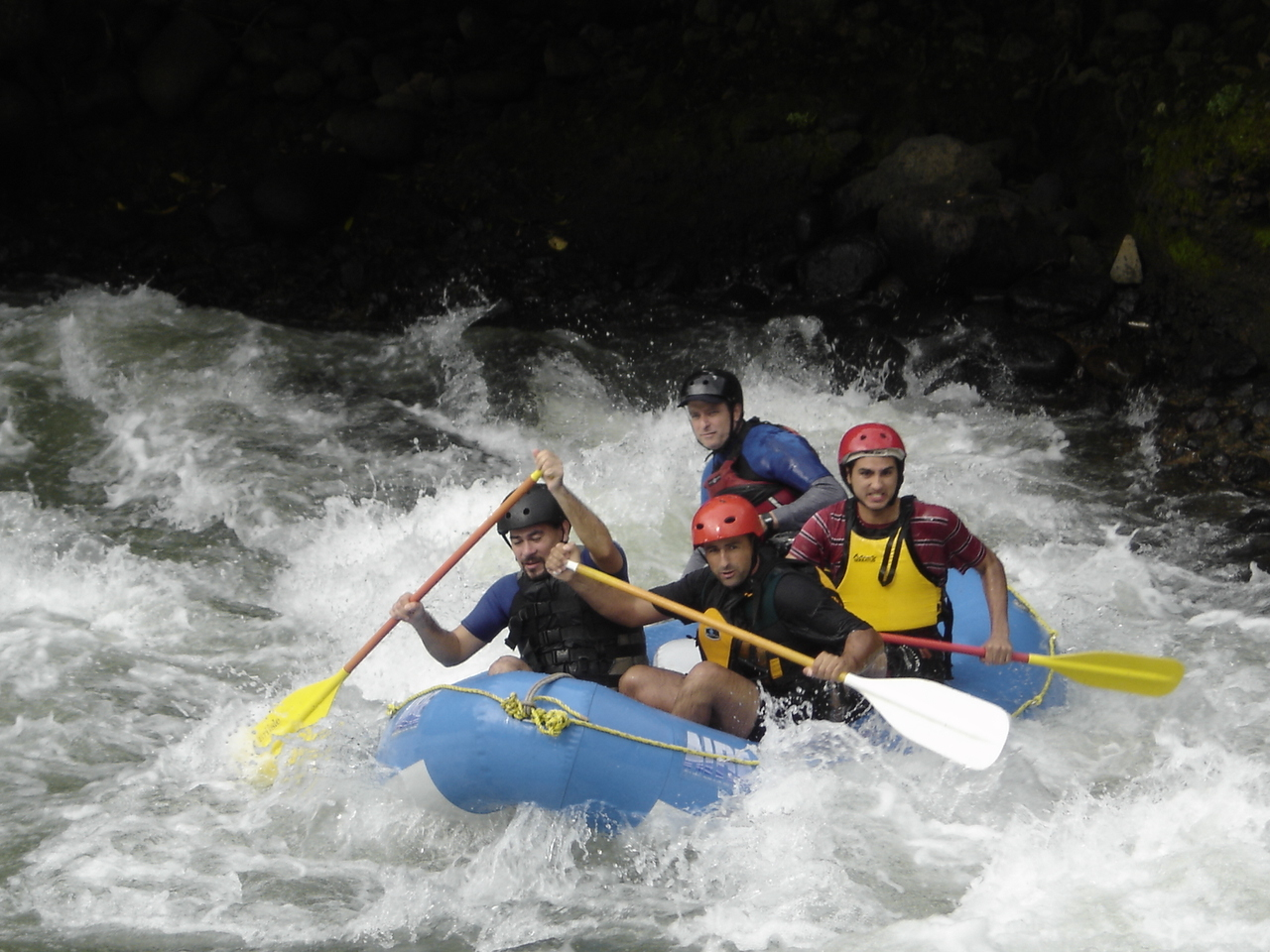
Descenso en el Río Pescados (clase IV) por miembros del CEMAC, Veracruz, México.

El descenso de ríos o balsismo, conocido mundialmente como rafting, es una actividad deportiva y recreativa que consiste en recorrer el río en la dirección de la corriente (río abajo), por lo general sobre algún tipo de embarcación o balsa.
Por lo común los ríos que se navegan tienen algún grado de turbulencia, estos también son llamados ríos «de aguas blancas» debido a que este color es característico de la espuma que genera la turbulencia en los cuerpos de agua. Otra denominación común para este tipo de ríos es simplemente «rápidos».

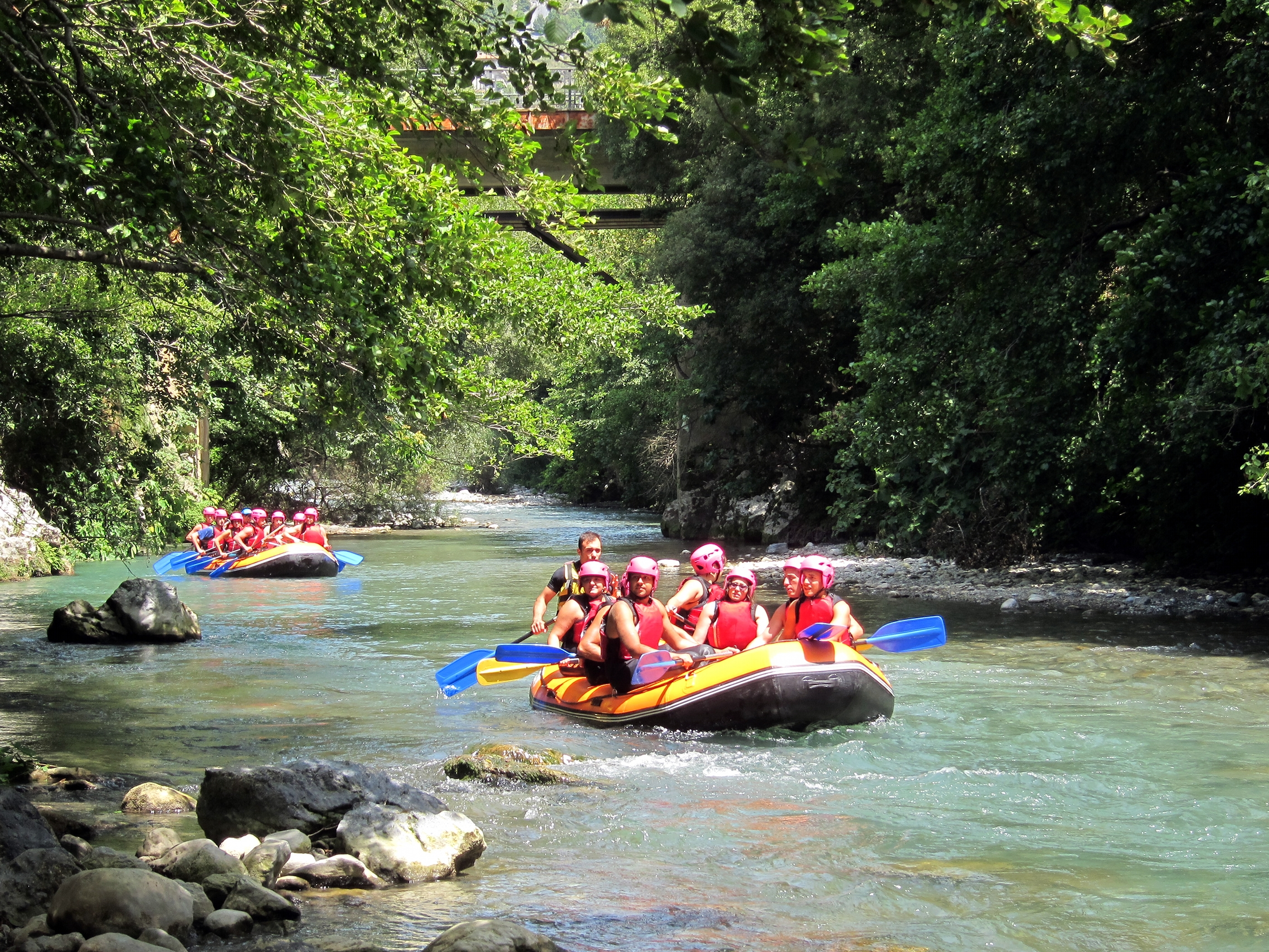
Descenso del río Lao en Calabria, Italia

Las embarcaciones más comunes que se utilizan son la balsa, la canoa o el kayak, que puede ser rígido o inflable.

## Los rápidos
En el descenso de ríos existe una clasificación internacional ampliamente aceptada para clasificar los ríos según su grado de dificultad al navegarlos.
- Aguas planas. Se refiere a cuerpos de agua cuya superficie es prácticamente plana, sus remolinos, huecos y olas son despreciables.
- Clase I. Muy fácil. Aguas casi planas, muy poco turbulentas con olas pequeñas. Totalmente navegable.
- Clase II. Fácil. Aguas un poco turbulentas con huecos y hoyos de no más de 25 centímetros, remolinos pequeños sin peligro alguno para un nadador.

A partir de aquí se consideran ríos rápidos, de aguas blancas o de aguas bravas.
- Clase III. Intermedio. Aguas turbulentas con huecos y olas medianas de no más de un metro, remolinos de cuidado para un nadador y de alguna consideración para una embarcación. La navegación requiere buena técnica y conocimiento del río. Existen algunos pasos técnicos de atención.
- Clase IV. Difícil. Aguas blancas muy turbulentas pero predecibles. Huecos y olas de hasta dos metros, remolinos considerables para una embarcación. Pueden existir cascadas de consideración. La navegación requiere muy buena técnica y conocimiento del río. Existen pasos estrechos que requieren maniobras técnicas complicadas.
- Clase V. Experto. Aguas blancas muy turbulentas poco predecibles con olas y huecos de más de dos metros. Remolinos y cascadas de peligro. Requiere un grado de técnica experto y muy buen conocimiento del río. Necesidad de maniobras extremadamente técnicas.
- Clase VI. Extremadamente difícil o no navegable. Se considera muy difícil o imposible de navegar, considerándose infranqueable debido a la existencia de riesgo de muerte.

Todo río rápido no tiene una misma clase en toda su extensión, sino que posee una sucesión de tramos de distintas clases. Un río o un tramo del mismo se considera de la misma clase que su rápido más difícil. La mayor parte de la actividad en descenso de ríos se realiza en las clases III y IV, quedando las clases II e inferiores en la categoría de navegación general en la que otras embarcaciones, técnicas y equipos son utilizados. Los ríos de clase V son abordados únicamente por expertos, y los ríos de clase VI son infranqueables.

## Hidrología
Los ríos de aguas turbulentas o ríos rápidos tienen características peculiares que todo buen practicante del descenso de ríos debe conocer. Los más conocidos son: eddy, hoyo feliz, hoyo triste, hoyo en "Vy" y hoyo en "Vy" invertida.

## Seguridad y equipo
Por la naturaleza de la actividad se requiere un estricto apego a la técnica, al equipo y a la seguridad. El adecuado uso del equipo y el conocimiento de las técnicas básicas de remado y rescate es indispensable aun cuando se va con un guía experto o con una compañía de descenso de ríos.

### Equipo

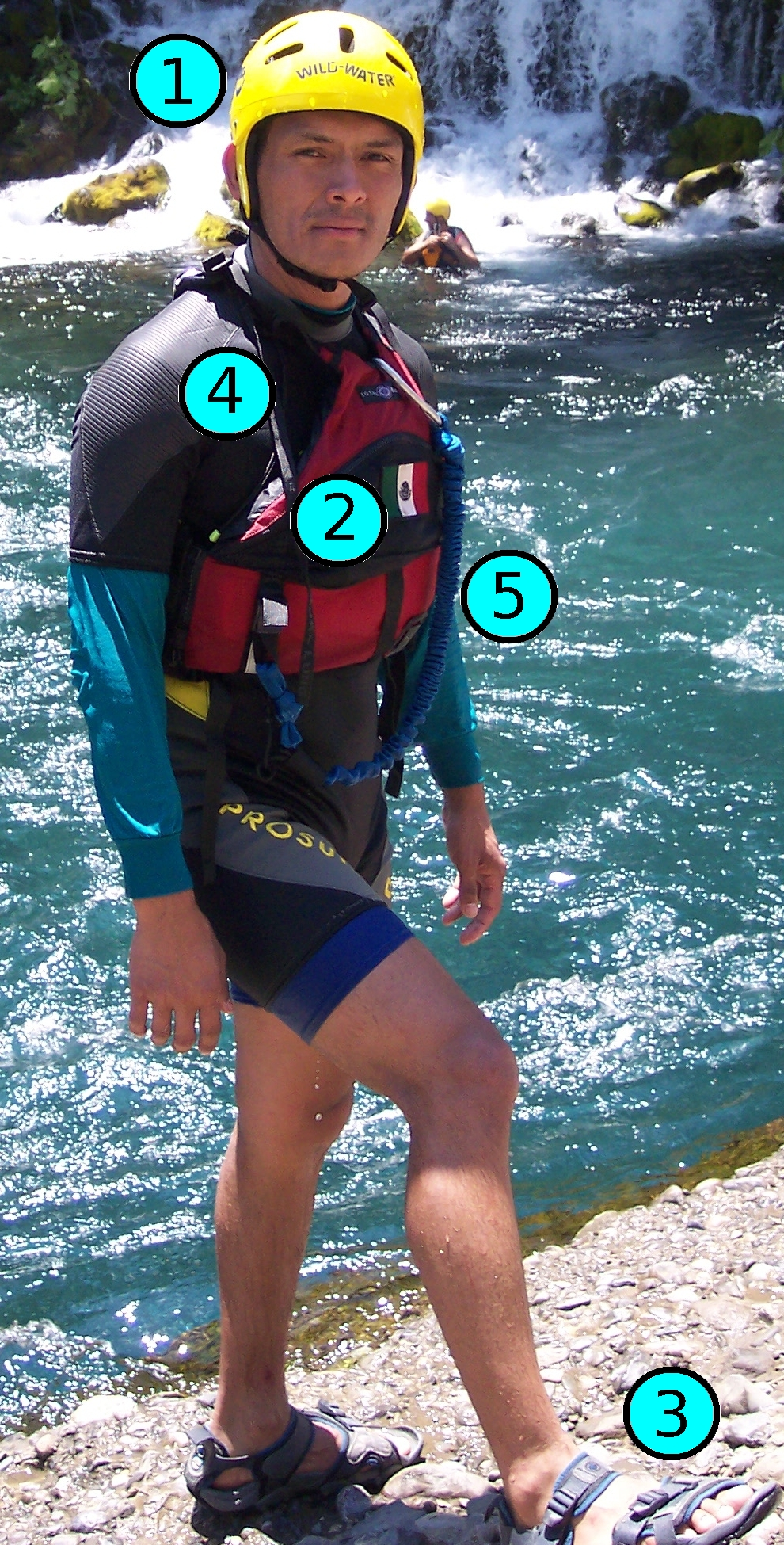
Equipo personal de guía.
1. Casco
2. Chaleco salvavidas
3. Calzado apropiado.
4. Traje de neopreno largo o corto según temporada o actividad.
5. Cabo extensible de emergencia. (Cuerda de seguridad)
6. Botiquín primeros auxilios, no mostrado
7. Teléfono móvil para emergencias, no mostrado.
8. Cuchillo para río, no mostrado.

- Embarcación (River Sup, Kayak, Canoa, Balsa Rafting etc.) y remos especializados para descenso de ríos.
- Un guía, también llamado timonel, posee experiencia y conocimientos sólidos de los rápidos de acuerdo a la clase de río por recorrer.
- Equipo personal: chaleco, casco, ropa y calzado adecuados, en casos necesarios, un traje de neopreno.
- Equipo colectivo adicional: cuerdas de rescate, bolsas secas, alimentos y bebidas, bomba de aire, anillas y botiquín.
- Equipo adicional para timonel: silbato.
- Equipo personal adicional de seguridad y rescate: cuchillo para río, cinta extensible o cola de vaca y arnés.

### Técnica
Toda persona que realiza descenso de ríos debe conocer como mínimo las siguientes técnicas:
- Voces básicas de remada y su ejecución: "adelante", "atrás", "derecha", "izquierda", "piso" y "alto"

Además es indispensable saber qué hacer en caso de "lado alto" para evitar voltearse o evitar caídas.
- Uso correcto del equipo básico personal: casco, chaleco y remo.
- Qué hacer en caso de caer al agua o cómo ayudar a un compañero que ha caído al agua para incorporarse a la embarcación.

Todo guía de una embarcación para descenso de ríos domina los siguientes aspectos técnicos:
- Conocer muy bien el manejo de todo el equipo de descenso de ríos.
- Saber "leer el río", es decir interpretar adecuadamente sus turbulencias: olas, hoyos, remolinos, etc., para así dirigir la embarcación por los lugares adecuados.
- Conocer las señales básicas de comunicación.
- Saber las técnicas de rescate, tanto de personas como de embarcaciones.
- Al caer al agua, saber moverse dentro del rápido y autoreincorporarse a la embarcación.

### Señales
Existen ciertas señales visuales indispensables para la comunicación en los rápidos, ya sea entre personas o entre embarcaciones. Las principales son:
- Hombre al agua.
- Alto.
- Adelante.
- Reunión. Se utiliza para dos o más embarcaciones.
- Peligro, se requiere orillarse o extremar precauciones.
- Botiquín
- Apurar descensos
- Helicóptero

Una buena medida de seguridad adicional es no navegar solo, siempre es recomendable descender un río en grupos de dos o más embarcaciones.

## Ríos de clase II o superior
A continuación se listan los ríos navegables clase II o superior, que son los adecuados para el descenso de ríos.

### Argentina

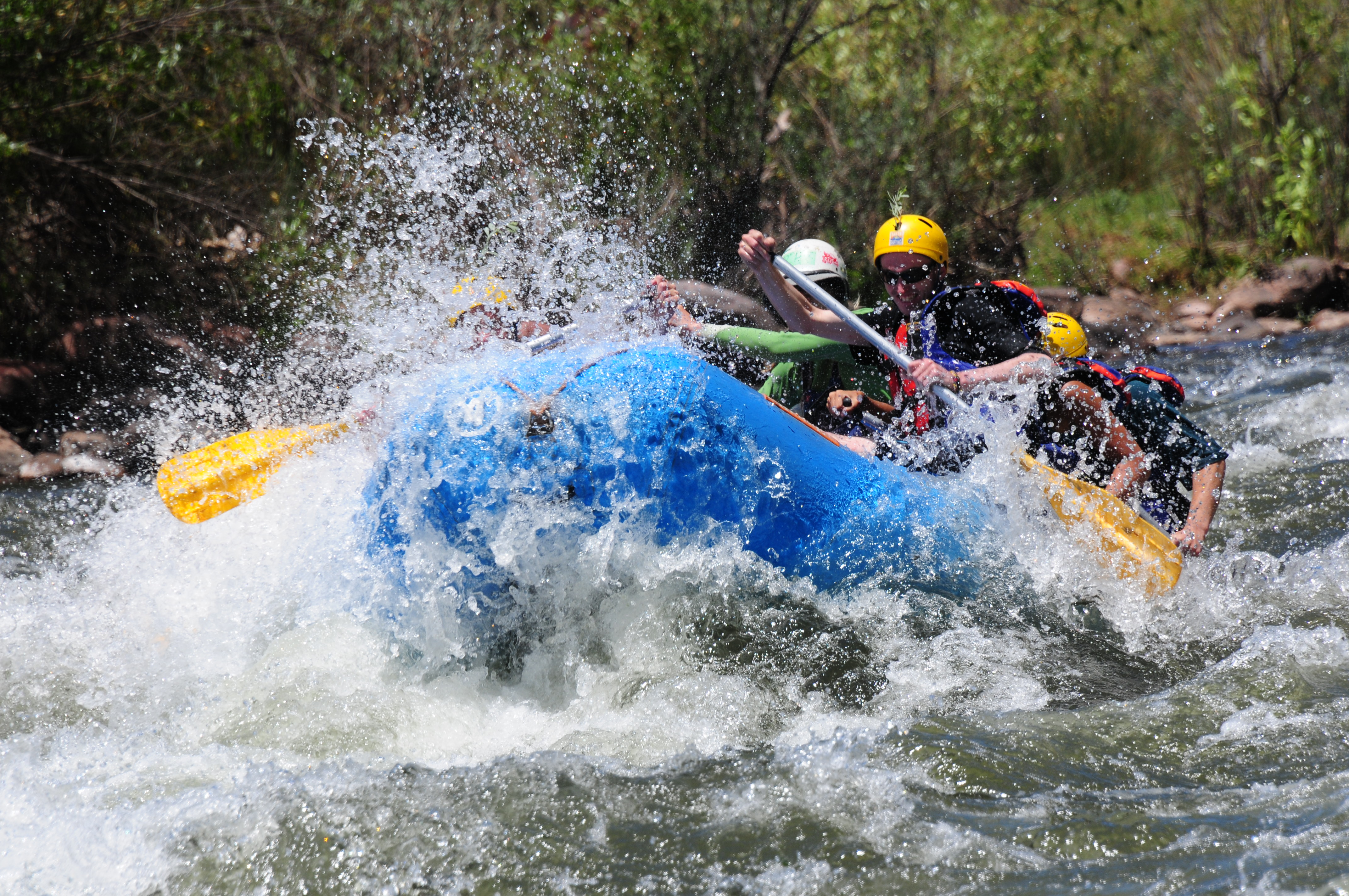
Balsismo en el Dique Cabra Corral, Provincia de Salta (Argentina).

- Río Alumine sector superior clase III+,IV Sede del WRC campeonato mundial rafting 2018  en Alumine  y Villa Pehuenia (provincia. del Neuquén) Mayores de 14 años
- Río Alumine sector inferior clase II+,III en Alumine  (Provincia del Neuquén)  Rafting familiar 100% seguro
- Cañón del Río Juramento (Dique Cabra Corral) en Salta - Río de clase II y III
- Río Bermejo (Los Toldos) en Salta - Río de clase III y IV
- Río Lipeo (Parque nacional Baritú) en Salta - Río de clase III, IV y V
- Río Iruya (Isla de Cañas) en Salta - Río de clase IV y V
- Río Manso Inferior en la Patagonia, 70 km al sur de San Carlos de Bariloche. Río de clase III y IV en el tramo que va a la frontera con Chile, y de clase II y III en el tramo anterior.
- Río Atuel (San Rafael - Mendoza). Río de Clase II en su sección baja y Clase III, hasta IV en su sección alta (Sosneado)
- Río Mendoza en Potrerillos. Río de clase III/IV.
- Río Grande en Malargüe, Mendoza. Río Clase II, III, IV
- Río Futaleufú. Clase IV/V. Sede de campeonato mundial del año 2001.
- Río Diamante en San Rafael. Río de clase IV/V.

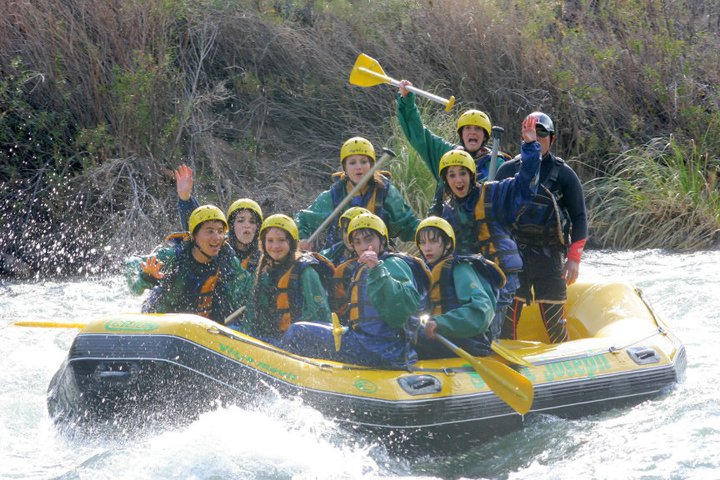
Rápidos en el río Atuel, Mendoza, Argentina.

- Río Quequen Grande. Necochea (Buenos Aires)
- Río Chimehuin en Junín de los Andes. Río de clase II+
- Río Jachal en San Juan
- Río San Juan en San Juan
- Río Los Sosa en Tucumán

### BOL

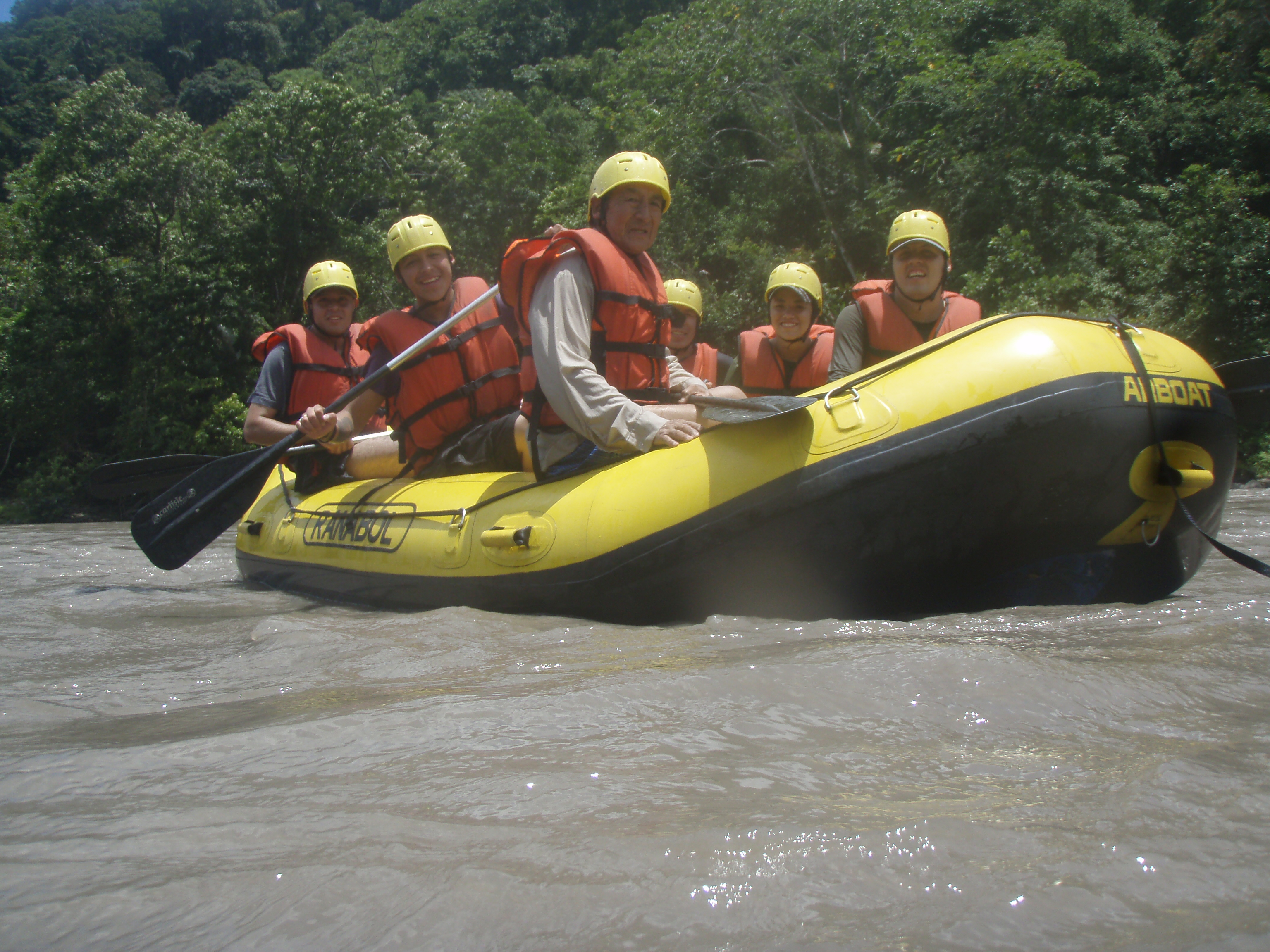
Rápidos en el río Espíritu Santo

### BoliviaBolivia
- Río Tuichi. Clase III/V.
- Río Espíritu Santo. Clase I/IV.
- Río Bermejo. Clase III/IV.
- Río Coroico. Clase III.
- Río Huarinilla. Clase III.
- Río Zongo. Clase III/IV/V

### ChileChile
- Río Trancura. Clase III/IV/V.
- Río Turbio. Clase VI.
- Río Maipo. Clase III/IV.
- Río Futaleufú. Clase IV/V.
- Río Fuy. Clase IV/V.
- Río San Pedro Clase III
- Río Petrohué. Clase III/IV.
- Río Baker. Clase IV/V.
- Río Mosco. Clase III/IV
- Río blanco hornopiren. Clase III/IV.
- Río negro hornopiren. Clase III/IV.
- Río Ñuble. Clase III / IV
- Río Cautín. Clase ll / lll

### ColombiaColombia

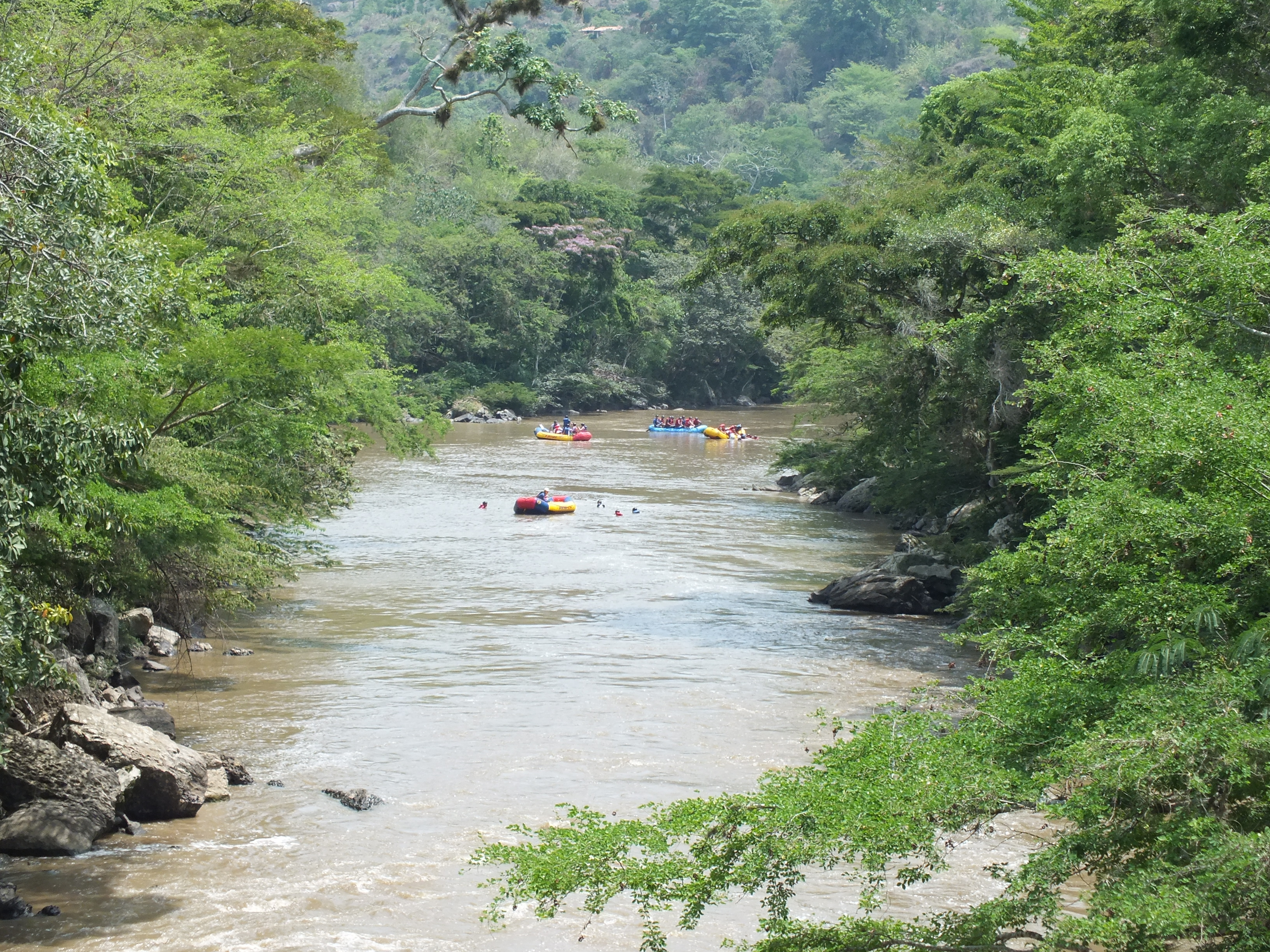
Personas haciendo canotaje en el río Fonce, en San Gil.

- Río Páez (Paicol, Huila) Clase lll/lV
- Río Suárez (Socorro, Santander) Clase III/V
- Río Fonce (San Gil, Santander) Clase III/IV
- Río Magdalena (San Agustín, Huila) Clase III/V
- Río Negro (Tobia en Nimaima, Útica La rivera Extrema, Cundinamarca) Clase III/V
- Río Guatapé / San Rafael / Churimo (San Rafael, Antioquia) Clase II/III/IV/V
- Río Chicamocha (Boyacá - Santander) Clase IV/V
- Río Samaná (San Luis, Antioquia) Clase lll/lV

### Costa RicaCosta Rica

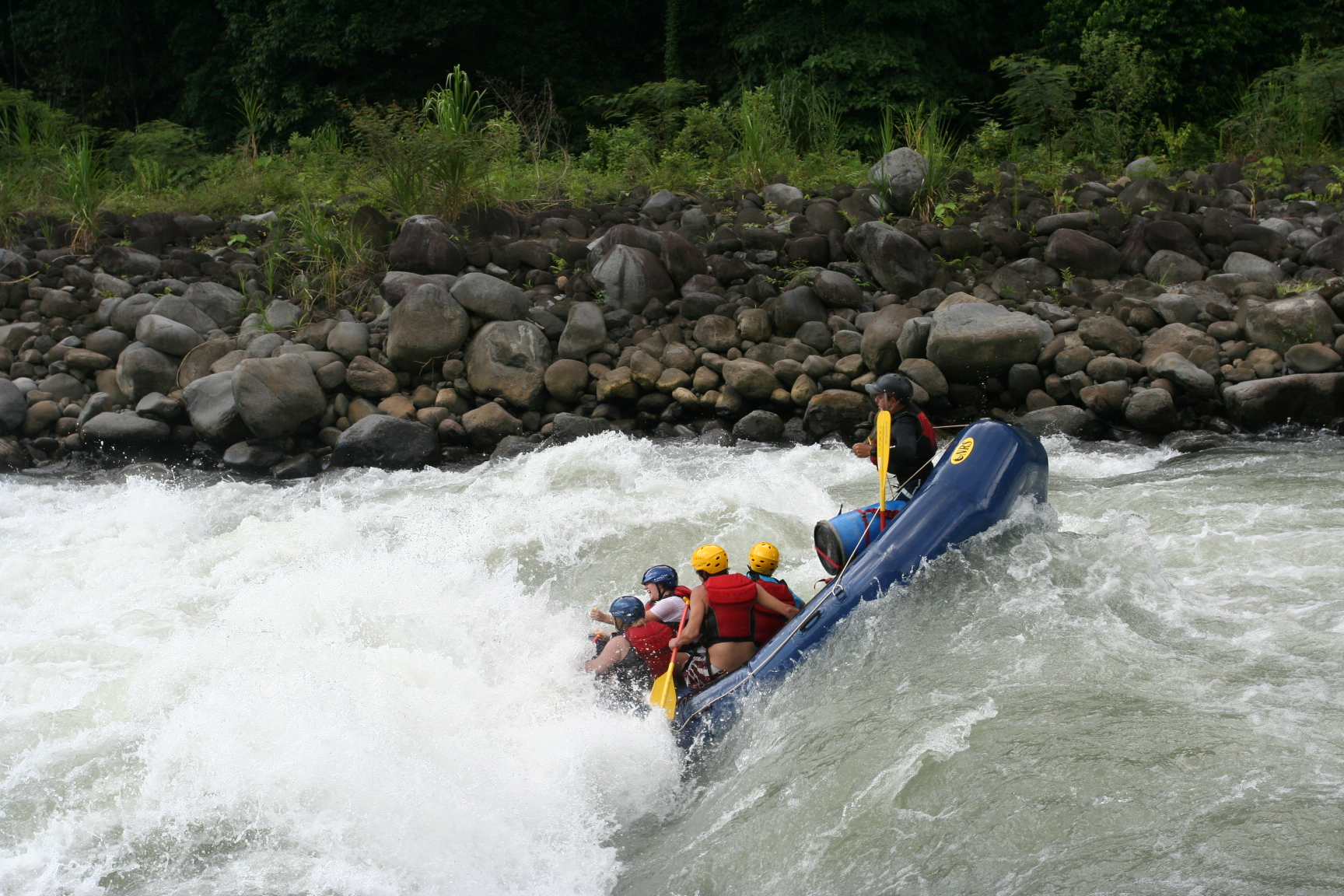
Balsismo en el río Pacuare, Costa Rica

- Pacuare. Clase III y IV generalmente, a veces, clase V.
- Reventazón. Clase IV.
- Tenorio. Clase III y IV.
- Savegre. Clase IV
- Pejibaye. Clase III
- Naranjo. Clase III y IV
- Corobicí. Clase I y II
- Balsa. Clase II Y III
- Sarapiquí. Clase III Y IV
- Toro. Clase III Y IV
- General. Clase IV Y V

### EcuadorEcuador
- Río Misahualli. Clase III - IV+.
- Río Pastaza. Clase III.
- Río Quijos. Clase IV - V.
- Río Upano. Clase IV - V.

### GuatemalaGuatemala
- Río Cahabon. Clase III - IV generalmente, a veces, clase V.
- Río Nahualate. Clase III - IV.
- Río Coyolate. Clase II - III.
- Río Los Esclavos. Clase IV - IV ++

### HondurasHonduras
- Río Cangrejal. Clase III - IV generalmente, a veces, clase V.

### EspañaEspaña
- Río Cabriel en las provincias de Albacete, Cuenca, Teruel  y Valencia  en la Reserva de la Biosfera del Valle del Cabriel. Río de clase II con algún paso de clase III.[1]
- Río Esera en la provincia de Huesca, Campo. Río de clase III-IV, en el tramo de Pirámides.[2]
- Río Ara en la provincia de Huesca,. Río de clase IV, en sector Torla-Ordesa - Broto.
- Río Miño en la provincia de Pontevedra, Arbo. Río de clase III, en el tramo Cequeliños - Barcela.
- Río Deza en la Provincia de Pontevedra. Río de clase III/IV.
- Río Mijares en la provincia de Castellón, Montanejos. Río de clase III en el tramo del Congosto de Chillapájaros.
- Río Gállego[3] en la provincia de Huesca, Murillo de Gállego. Río de clase III con algún paso de clase IV.
- Río Noguera Pallaresa[4] en la provincia de Lérida, Noguera Pallaresa. Río de clase I y II.
- Río Genil en Andalucía, de clase III.[5]

### MéxicoMéxico

#### Veracruz
- Río Actopan. Clase III.
- Río Pescados. Clase IV y clase V en época de lluvias.
- Río La Antigua. Clase IV.
- Río Filo - Bobos.Clase III

#### Chiapas
- Usumacinta. Clase IV.

#### Estado de México
- Río Lerma. Clase III.
- Río de los remedios

#### Morelos
- Bajo Amacuzac. Clase III y IV.

#### Puebla
- Río Necaxa. Clase 0

#### San Luis Potosí
1. Río Santa María, Cañón 1, 2, 3, 4, Nivel IV - V
2. Río Tampaón, Nivel III
3. Río Micos, Parte Cascadas, Nivel IV
4. Río Micos, Parte abajo, Nivel II
5. Río El Salto, Nivel III
6. Río Ojo Frío, Nivel III
7. Río San Nicolás, Nivel III - IV
8. Río Verde, Nivel III - IV - V

#### Tabasco

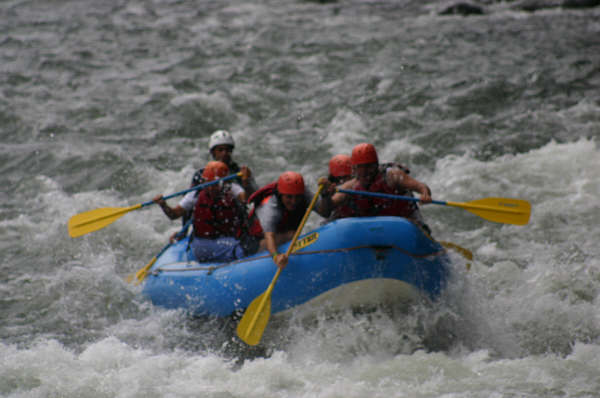
Rafting en los rápidos de "Desempeño" y "San José", Tenosique, Tabasco.

- Río Usumacinta, Tenosique Clase III
- Río Oxolotán, Tacotalpa Clase III

### PanamáPanamá
- Río Mamoní. Clase III y IV.
- Río Pacora. Clase III.
- Río Chagres. Clase III.
- Río Grande. Clase III y IV.

### PerúPerú
- Río Urubamba. Clase IV y V.

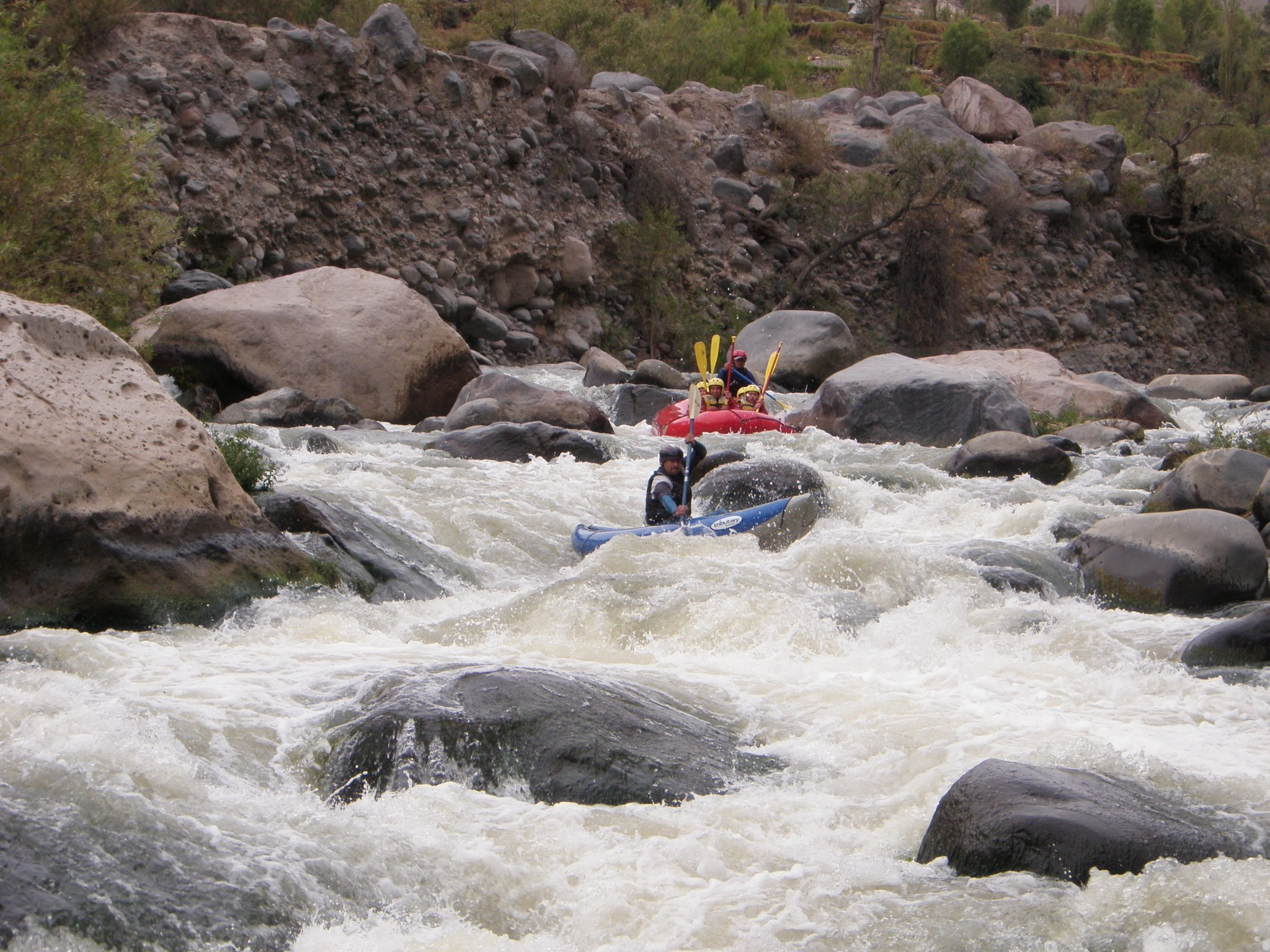
Río Chili - Arequipa, Perú

- Río Cañete - Lunahuaná. Clase I a IV.
- Río Mayo - Tarapoto. Clase I al V.
- Río Apurimac - Cusco. Clase IV al V.
- Río Chili - Arequipa. Clase III y IV.

### VenezuelaVenezuela

#### Gran Sabana, Salto Arapena (Yuruaní)
- Río Yuruaní. Clase III normalmente y en temporada de lluvia puede llegar a Clase VI.

#### Barinas
Río Siniguis Clase IV,
Río Canagua clase IV y medio,
Río Acequia clase III